# Гришкино (Коротовское сельское поселение)
Гришкино — деревня в Череповецком районе Вологодской области.
Входит в состав Коротовского сельского поселения, с точки зрения административно-территориального деления — в Коротовский сельсовет.
Расстояние до районного центра Череповца по автодороге — 77 км, до центра муниципального образования Коротово по прямой — 19 км. Ближайшие населённые пункты — Миндюкино, Тыново, Сергеево.
По переписи 2002 года население — 27 человек (12 мужчин, 15 женщин). Всё население — русские.